# Isjevsk
Isjevsk (russisk: Ижевск, tr. Izjevsk, udmurtisk: Ижкар, tr. Izjkar eller Иж, tr. Izj) er en by i den vestlige del af Den Russiske Føderation, beliggende ved Izj-floden i det vestlige Ural. Isjevsk er hovedstad i Republikken Udmurtien, og har 618.776 (2024) indbyggere.
Fra 1984 til 1987 blev byen kaldt Ustinov (russisk: Устинов). Byen er et vigtigt knudepunkt for industri, handel, politik, kultur og uddannelse i Volga-regionen. Isjevsk er kendt for sin forsvarsindustri, ingeniørindustri og metallurgiske industrier og omtales som "Ruslands våbenlager".

## Historie
Isjevsk blev grundlagt i 1760.

### Isjevsk i Sovjetunionen
I den sovjetiske periode oplevede Isjevsk en betydelig vækst i størrelse og betydning af Izhevsk.
I 1921 blev byen det administrative centrum Votsk Autonome oblast, en forløber for Republikken Udmurtien. Den 28. december 1934 fik Isjevsk status som hovedstad i Udmurtiens ASSR.
Den første sporvognlinje blev åbnet i 1935. Den var 5 km lang. I efteråret 1941 blev flere forsvarsrelaterede fabrikker evakueret til Isjevsk.
I juni 1943 blev Izjevsk Mekanisk Fabrik grundlagt. Under Anden Verdenskrig producerede Izhevskfabrikkerne 12½ million håndvåben.
Anden Verdenskrig havde en dybtgående indvirkning på byen, hvor mange industrielle produktionsenheder, evakueret fra de vestlige områder af Sovjetunionen, blev etableret i byen. De evakuerede virksomheder blev grundlaget for oprettelsen af Izjevsk Mekanisk Fabrik, som fortsat er en vigtig producent af militært udstyr.
Militærindustrien blev kernen i den lokale økonomi efter krigen, hvilket førte til, at Izjevsk blev udpeget som lukket by, utilgængelig for udlændinge. "Izhmash fabrikken" indledte produktionen af AK-47 automatriflen i 1948 og producerer fortsat moderne varianter af riflen. Riflens designer, Mikhail Kalasjnikov, boede i Izjevsk til sin død i 2013. I 1966 begyndte Izhmash at fremstille bilmærket "Izh".
I 1984 blev byen omdøbt til Ustinov til ære for den tidligere forsvarsminister Dmitrij Ustinov. Tre år senere fik byen atter sit historiske navn, Izjevs, på trods af højlydte lokale protester.
Izjevsk kom rimeligt godt igennem de turbulente post-sovjetiske år på baggrund af den fortsatte efterspørgsel efter byens militære produkter. Byen er stadig et vigtigt center for landets industrielle og militære produktion og refereres til som "Ruslands våbenlager", en titel byen deler med Tula.